# Нижний Астахов
Нижний Астахов — хутор в Кашарском районе Ростовской области.
Входит в состав Киевского сельского поселения.

## География
Территория хутора Нижний Астахов расположена на расстоянии 8 километров от устья реки Большой.

### Улицы
- ул. Заречная,
- ул. Мира,
- ул. Молодёжная,
- ул. Набережная,
- ул. Придорожная,
- пер. Школьный.

## История
Территория хутора когда-то принадлежала помещику по фамилии Астахов. Изначально хутора располагался в низине на правом берегу реки, со временем территория хутора увеличилась, и люди стали селиться на обоих берегах реки. Были образованы частично хутора Бочанка, Луганка, Майорка. Дом помещика Астахова находился вначале Луганки на правой стороне реки. В доме с 4 большими комнатами была сделана камышовая крыша. Современная территория села также включала те места, где располагались хутора Никулин, Коньков, Муромка, Луганка, Божков. Первые официальные упоминания о хуторе датируются 1868 годом. В то время хутор Нижний Астахов был частью Пономаревской волости Усть-Медведицкого округа. В посёлке числилось 82 двора, жило 266 мужчин и 276 женщин. Затем хутор Нижний Астахов вошел в состав Верхне-Большинской волости. По данным 1915 года в этом поселении проживало 833 человека. Было 111 дворов и 540 десятин земли. Работало начальное училище и сельское правление. Среди крестьян хутора были состоятельные люди, выкупавшие земельные наделы.
После Октябрьской революции 1917 года у помещиков были забраны земли и отданы бедным крестьянам. Верхне-Грековский сельский совет входил в состав Кашарского, Киевского и Первомайского районов. Затем опять вошел в состав Кашарского, в котором находится и до сих пор. По состоянию на 1926 год хутор Верхне-Грековский входил в состав Верхне-Грековского сельского совета. В 2005 году после ликвидации сельских администраций, село Нижний Астахов стало частью Киевского поселения Кашарского района Ростовской области. В его состав входят хутор Второй Киевский, поселок Красный Колос, хутор Новоольховка, поселок Светлый, село Шалаевка, хутор Третий Интернационал, хутор Гавриловка, село Верхнегреково.

## Население
| 2010 |
| ---- |
| 164  |